# Хьюго (город, Миннесота)
Хьюго (англ. Hugo) — город в округе Вашингтон, штат Миннесота, США. На площади 93,3 км² (88 км² — суша, 5,2 км² — вода), согласно переписи 2006 года, проживают 10 361 человек. Плотность населения составляет 72,3 чел./км².
- Телефонный код города — 651
- Почтовый индекс — 55038
- FIPS-код города — 27-30392[1]
- GNIS-идентификатор — 0659709[2]